# The Interview
The Interview är en amerikansk komedifilm från 2014 i regi av Seth Rogen och Evan Goldberg.

## Handling
Dave Skylark (James Franco) är värd för den populära talkshowen Skylark Tonight, skapad av producenten och Daves bästa vän Aaron Rapaport (Seth Rogen). När de får möjligheten att intervjua Nordkoreas ledare Kim Jong-un (Randall Park) blir de kontaktad av CIA-agenten Lacey (Lizzy Caplan) som vill att de ska lönnmörda ledaren.

## Rollista i urval
| James Franco   | – Dave Skylark   |
| Seth Rogen     | – Aaron Rapaport |
| Lizzy Caplan   | – Agent Lacey    |
| Randall Park   | – Kim Jong-un    |
| Diana Bang     | – Sook Yung Park |
| Timothy Simons | – Malcolm        |

Kändisar som medverkade som sig själva i cameos inkluderade Eminem, Rob Lowe, Bill Maher, Seth Meyers, Joseph Gordon-Levitt, Iggy Azalea, Nicki Minaj, Emma Stone och Zac Efron.